# Herbiphantes cericeus
Herbiphantes cericeus là một loài nhện trong họ Linyphiidae.
Loài này thuộc chi Herbiphantes. Herbiphantes cericeus được Kendo Saito miêu tả năm 1934.